# Superisligaen 2008-09
AL-Bank Ligaen 2008-2009 indledtes med et grundspil, hvor de 10 hold mødte hinanden fire gange, 36 kampe i alt. Herefter gik nr. 1-6 fra grundspillet videre til et mellemspil over 10 kampe, mens de fire hold placeret 7-10 spillede over 9 kampe om de to sidste slutspilspladser. Herefter spilledes slutspil med kvartfinaler, semifinaler og finale, alle bedst af 7 kampe, og en bronzekamp bedst af 3.
Til forskel fra sæsonen 2007-08 blev der ikke givet nogen bonuspoint til de tre bedst placerede hold i Pokalturneringen.
I den sidste finalekamp i Vojens den 11. april 2009 vandt SønderjyskE mesterskabet med sammenlagt 4-2 over Herning Blue Fox. Det var det 5. mesterskab i klubbens historie.

## Stillinger og resultater

### Grundspil
| Nr | Hold                      | K  | V3 | V2 | T1 | T0 | Mf  |   | Mi  | +/-  | P              |
| -- | ------------------------- | -- | -- | -- | -- | -- | --- | - | --- | ---- | -------------- |
| 1  | Herning Blue Fox          | 36 | 23 | 3  | 2  | 8  | 139 | – | 74  | +i65 | 77Mellemspil A |
| 2  | Rødovre Mighty Bulls      | 36 | 20 | 5  | 4  | 7  | 128 | – | 77  | +i51 | 74Mellemspil A |
| 3  | Odense Bulldogs           | 36 | 18 | 4  | 3  | 11 | 123 | – | 117 | +i6  | 65Mellemspil A |
| 4  | SønderjyskE Ishockey      | 36 | 18 | 4  | 1  | 13 | 122 | – | 95  | +i27 | 63Mellemspil A |
| 5  | Nordsjælland Cobras       | 36 | 15 | 7  | 4  | 10 | 114 | – | 112 | +i2  | 63Mellemspil A |
| 6  | Totempo HvIK              | 36 | 13 | 1  | 5  | 17 | 105 | – | 116 | −i11 | 46Mellemspil A |
| 7  | EfB Ishockey              | 36 | 13 | 2  | 3  | 18 | 111 | – | 141 | −i30 | 46Mellemspil B |
| 8  | AaB Ishockey              | 36 | 10 | 5  | 4  | 17 | 109 | – | 117 | −i8  | 44Mellemspil B |
| 9  | Frederikshavn White Hawks | 36 | 11 | 2  | 4  | 19 | 101 | – | 114 | −i13 | 41Mellemspil B |
| 10 | Herlev Hornets            | 36 | 5  | 1  | 4  | 26 | 72  | – | 161 | −i89 | 21Mellemspil B |

 K: Spillede kampe, V3: Kampe vundet i ordinær spilletid (3 point), V2: Kampe vundet efter overtid/straffeslag (2 point), T1: Kampe tabt efter overtid/straffeslag (1 point),
 T0: Kampe tabt i ordinær spilletid (0 point), Mf: Mål for, Mi: Mål imod, +/-: Måldifference, P: Point

 

### Mellemspil A
| Nr | Hold                 | K | V3 | V2 | T1 | T0 | Mf |   | Mi | +/-  | P                         |
| -- | -------------------- | - | -- | -- | -- | -- | -- | - | -- | ---- | ------------------------- |
| 1  | Herning Blue Fox     | 8 | 6  | 0  | 0  | 2  | 39 | – | 21 | +i18 | 57Kvartfinale             |
| 2  | Rødovre Mighty Bulls | 8 | 4  | 0  | 1  | 3  | 20 | – | 22 | −i2  | 50Kvartfinale             |
| 3  | Odense Bulldogs      | 8 | 4  | 0  | 0  | 4  | 25 | – | 25 | 0    | 45Kvartfinale             |
| 4  | SønderjyskE Ishockey | 8 | 3  | 1  | 0  | 4  | 25 | – | 22 | +i3  | 43Kvartfinale             |
| 5  | Nordsjælland Cobras  | 8 | 2  | 0  | 0  | 6  | 19 | – | 38 | −i19 | 38Kvartfinale             |
| -  | Totempo HvIK         | 0 | 0  | 0  | 0  | 0  | 0  | – | 0  | 0    | 0Indgivet konkursbegæring |

 K: Spillede kampe, V3: Kampe vundet i ordinær spilletid (3 point), V2: Kampe vundet efter overtid/straffeslag (2 point), T1: Kampe tabt efter overtid/straffeslag (1 point),
 T0: Kampe tabt i ordinær spilletid (0 point), Mf: Mål for, Mi: Mål imod, +/-: Måldifference, P: Point

 
Den 16. januar 2009 måtte Totempo HvIK indgive konkursbegæring på grund af manglende sponsorindtægter. Holdet blev derfor trukket ud af mellemspillet og dets resultater annulleret. Det medførte at tre hold (i stedet for oprindeligt to) fra mellemspil B kvalificerede sig til slutspillet.

### Mellemspil B
| Nr | Hold                      | K | V3 | V2 | T1 | T0 | Mf |   | Mi | +/-  | P             |
| -- | ------------------------- | - | -- | -- | -- | -- | -- | - | -- | ---- | ------------- |
| 1  | EfB Ishockey              | 9 | 4  | 2  | 0  | 3  | 24 | – | 20 | +i4  | 39Kvartfinale |
| 2  | Frederikshavn White Hawks | 9 | 5  | 1  | 0  | 3  | 32 | – | 23 | +i9  | 38Kvartfinale |
| 3  | AaB Ishockey              | 9 | 4  | 0  | 4  | 1  | 30 | – | 22 | +i8  | 38Kvartfinale |
| 4  | Herlev Hornets            | 9 | 1  | 1  | 0  | 7  | 16 | – | 37 | −i21 | 16            |

 K: Spillede kampe, V3: Kampe vundet i ordinær spilletid (3 point), V2: Kampe vundet efter overtid/straffeslag (2 point), T1: Kampe tabt efter overtid/straffeslag (1 point),
 T0: Kampe tabt i ordinær spilletid (0 point), Mf: Mål for, Mi: Mål imod, +/-: Måldifference, P: Point

 

### Kvartfinaler
Herning Blue Fox – AaB Ishockey 5 – 2

AaB Ishockey – Herning Blue Fox 2 – 4

Herning Blue Fox – AaB Ishockey 2 – 3 OT

AaB Ishockey – Herning Blue Fox 3 – 6

Herning Blue Fox – AaB Ishockey 4 – 0

Herning videre med sammenlagt 4-1

Rødovre Mighty Bulls – Frederikshavn White Hawks 4 – 3

Frederikshavn White Hawks – Rødovre Mighty Bulls 5 – 3

Rødovre Mighty Bulls – Frederikshavn White Hawks 1 – 3

Frederikshavn White Hawks – Rødovre Mighty Bulls 2 – 3

Rødovre Mighty Bulls – Frederikshavn White Hawks 4 – 1

Frederikshavn White Hawks – Rødovre Mighty Bulls 2 – 0

Rødovre Mighty Bulls – Frederikshavn White Hawks 5 – 1

Rødovre videre med sammenlagt 4-3

Odense Bulldogs – Nordsjælland Cobras 4 – 3

Nordsjælland Cobras – Odense Bulldogs 2 – 3

Odense Bulldogs – Nordsjælland Cobras 4 – 1

Nordsjælland Cobras – Odense Bulldogs 2 – 3

Odense videre med sammenlagt 4-0

SønderjyskE Ishockey – EfB Ishockey 9 – 1

EfB Ishockey – SønderjyskE Ishockey 3 – 4

SønderjyskE Ishockey – EfB Ishockey 4 – 1

EfB Ishockey – SønderjyskE Ishockey 4 – 5

SønderjyskE videre med sammenlagt 4-0

### Semifinaler
Herning Blue Fox – Odense Bulldogs 4 – 3 OT

Odense Bulldogs – Herning Blue Fox 2 – 4

Herning Blue Fox – Odense Bulldogs 6 – 2

Odense Bulldogs – Herning Blue Fox 2 – 1 OT

Herning Blue Fox – Odense Bulldogs 1 – 0

Herning videre med sammenlagt 4-1

Rødovre Mighty Bulls – SønderjyskE Ishockey 3 – 2 OT

SønderjyskE Ishockey – Rødovre Mighty Bulls 2 – 1

Rødovre Mighty Bulls – SønderjyskE Ishockey 4 – 5 OT

SønderjyskE Ishockey – Rødovre Mighty Bulls 7 – 5

Rødovre Mighty Bulls – SønderjyskE Ishockey 3 – 1

SønderjyskE Ishockey – Rødovre Mighty Bulls 4 – 0

SønderjyskE videre med sammenlagt 4-2

### Bronzekamp
Odense Bulldogs – Rødovre Mighty Bulls 4 – 6

Rødovre Mighty Bulls – Odense Bulldogs 3 – 0

Rødovre vinder bronzemedaljerne med sammenlagt 2-0

### Finale
Herning Blue Fox – SønderjyskE Ishockey 2 – 3 OT

SønderjyskE Ishockey – Herning Blue Fox 4 – 2 OT

Herning Blue Fox – SønderjyskE Ishockey 4 – 2

SønderjyskE Ishockey – Herning Blue Fox 0 – 4

Herning Blue Fox – SønderjyskE Ishockey 2 – 3 OT

SønderjyskE Ishockey – Herning Blue Fox 5 – 3

SønderjyskE vinder DM 2009 med sammenlagt 4-2

## Eksterne links
- AL-Bank Ligaen Arkiveret 3. august 2009 hos  Wayback Machine
- Uddybende statistik (Danmarks Ishockey Union) Arkiveret 14. september 2008 hos  Wayback Machine